# Kurian Vayalunkal
Kurian Mathew Vayalunkal (ur. 4 sierpnia 1966 w Vadavathoor) – indyjski syromalabarski duchowny katolicki, nuncjusz apostolski w Papui-Nowej Gwinei i na Wyspach Salomona w latach 2016–2021, nuncjusz apostolski w Algierii w latach 2021–2025, nuncjusz apostolski w Chile od 2025. 

## Życiorys
26 grudnia 1991 otrzymał święcenia kapłańskie i został inkardynowany do archieparchii Kottayam. W 1996 rozpoczął przygotowanie do służby dyplomatycznej na Papieskiej Akademii Kościelnej.
3 maja 2016 papież Franciszek mianował go nuncjuszem apostolskim w Papui-Nowej Gwinei oraz  arcybiskupem tytularnym Ratiaria. Sakry dzielił mu 25 lipca 2016 arcybiskup Mathew Moolakkattu. 21 września 2016 został jednocześnie akredytowany na Wyspach Salomona.
1 stycznia 2021 papież Franciszek przeniósł go na stanowisko nuncjusza apostolskiego w Algierii. 2 lutego 2021 został jednocześnie akredytowany w Tunezji. 15 marca 2025 papież Franciszek przeniósł go na stanowisko nuncjusza apostolskiego w Chile. 